# Velencei népgyűlés
A velencei népgyűlés a Velencei Köztársaság egyik legfontosabb állami szerve volt a köztársaság korai történelmében. Ez az intézmény biztosította a korai időszak köztársasági jellegét, és ez adta az alapját a későbbi államberendezkedésnek. A népgyűlés a Nagytanács megalakulásáig az állami szuverenitás hordozója volt.
A népgyűlést a 13. századtól kezdve gyakran illették az arengo vagy concio névvel. A gyűlésre hivatalos volt a kereskedőállam minden szabad polgára. Ez javarészt kereskedőkből, földbirtokosokból, kézművesekből és kisebb részt hajósokból állt. Valójában a népgyűlés határozatait a város leggazdagabb urai és a nemesség irányította, hiszen a tömegeket egyszerű volt lefizetni, és meggyőzni egyes törvények támogatásáról, vagy ellenzéséről. A népgyűlés határozatai az egész lagúna érdekeit képviselték. Az összes fontosabb határozatot a laudatio populihoz, azaz a nép beleegyezéséhez kötötték. 

A gyűlés önállóan is alkothatott törvényeket, de javarészt a dózse által kihirdetett törvényeket fogadhatta el, vagy vétózhatta meg, államközi szerződéseket erősíthetett meg, döntött háború és béke kérdésében és fontos szerepköre volt a dózsék választásának joga is. Egészen a 12. századig csorbítatlanul megtarthatta jogait, azonban a növekvő arisztokrácia nagyobb beleszólást akart az állami ügyekbe, ezért lassan visszaszorították a nép szavát. 1172-ben megszűnt a népgyűlés közvetlen dózseválasztói joga, és hamarosan már csak jelképesen adhatták beleegyezésüket Velence polgárai az új államfő személyéhez.
A népgyűlés összehívásának, megnyitásának és bezárásának joga a dózsét illette. Ő elnökölt a gyűlésen, és annak határozatait ő foglaltatta írásba. Az egyre nagyobb hatalmat kisajátító arisztokrácia lassan megvonta tőle legfőbb jogait. A 13. századtól kezdve csak annyit lehet tudni, hogy létezett az intézmény, írásos emléke azonban nem maradt tevékenységének. Visszaszorulása 1413-ban már nyilvánvalóvá vált, ugyanis egy akkor kelt törvény szerint a dózse csak a Nagytanács és a Signoria együttes engedélyével hívhatta össze a népgyűlést. Végül 1423. április 17-én a Tízek Tanácsa megtiltotta a népgyűlés újbóli összehívását, és az intézményt törölték az alkotmányból. A népgyűlés jogainak örököse a Nagytanács lett.